# Gummo
«Gummo» (укр. Ґýмо) — пісня в жанрі хіп-хоп, записана американським репером Текаші69 та випущена 24 вересня 2017 року. Була представлена як головний сингл першого мікстейпу Текаші «Дей69» (2018; англ. Day69). Сингл здобув дванадцятий щабель у хіт-параді Billboard Hot 100. Американською асоціацією компаній звукозапису «Gummo» була оцінена як «золото» (11 січня 2018 року), та «платина» (5 березня 2018). Було продано понад 5 мільйонів примірників пісні.
Офіційний ремікс, до якого долучився репер на прізвисько Офсет (англ. Offset), також наявний у мікстейпі «Дей69». Ремікс цієї ж пісні, зроблений Ліл Вейном разом із Ґудою Ґудою, додано у мікстейп «Dedication 6» (укр. Посвята 6) під призвідництвом ді-джея Драми.

## Ґвалт навколо пісні
Биття (англ. beat), яке стало основою для пісні, було спродюсоване Пієром Борном для виконавця Тріпі Реда. Після випуску пісні, Тріпі Ред заявив, що передав биття Текаші, який і використав його для «Gummo». Після цього Борн оголосив, що більше не співпрацюватиме з Тріпі Редом, через погану славу Текаші, зумовлену звинуваченнями в сексуальних домаганнях. Згодом правники Пієра змусили прибрати ім'я продюсера з переліку причетних до створення «Gummo».

## Здобутки
2 грудня 2017 «Gummo» опинилася на 58 щаблі тижневого «Billboard Hot 100». 30 грудня пісню було розміщено на 12 щаблі. «Gummo» залишалася в чартах упродовж двадцяти тижнів. У Канаді пісня опинилася на 72 місці «Canadian Hot 100» того ж тижня, коли з'явилася у «Billboard Hot 100». 10 березня «Gummo» з'явилася на 32 місці, й пробула в чартах двадцять тижнів.

## Кліп
Музичний кліп було викладено на «Ютюбі», офіційне авдіо згодом з'явилося на «Саундклауді». Місцем для фільмування став Бедфорд-Стайвесант, в Брукліні, окрузі Нью-Йорка. У фільмуванні взяли участь члени вуличної банди «Бладс».

## Ремікс
До офіційного реміксу долучився репер на прізвисько Офсет (англ. Offset). Цей ремікс також додано до мікстейпу «Дей69» (англ. Day69).

## Чарти
| Chart (2017–18)                       | Peak position |
| ------------------------------------- | ------------- |
| Канада (Canadian Hot 100)             | 32            |
| Словаччина (Singles Digitál Top 100)  | 72            |
| США Billboard Hot 100                 | 12            |
| США Hot R&B/Hip-Hop Songs (Billboard) | 5             |

| Chart (2018)                          | Position |
| ------------------------------------- | -------- |
| Канада (Canadian Hot 100)             | 98       |
| США Billboard Hot 100                 | 56       |
| США Hot R&B/Hip-Hop Songs (Billboard) | 30       |

## Сертифікації
| Регіон | Сертифікація  | Продажі   |
| --- | ------------- | --------- |
| Канада (Music Canada)                                                                                            | Платиновий    | 80 000    |
| США (RIAA) | 2× Платиновий | 2 000 000 |
| ^відвантаження, що базуються лише на сертифікаціях · продажі+прослуховування, що базуються лише на сертифікаціях |               |           |